# Fazekas Sámuel
Fazekas Sámuel, születési és 1918-ig használt nevén Fried Samu (Gönc, 1887. augusztus 24. – Miskolc, 1937. december 11.) újságíró, lapszerkesztő, Fazekas György (1914–1984) író, újságíró apja.

## Életpályája
Fried Ignác bádogos és Berkovics Rebeka fiaként született zsidó családban. Kezdetben nyomdászként dolgozott, majd az első világháború idején a kassai Felsőmagyarország című néplap munkatársa lett. Később Egerben, majd Brassóban dolgozott. A „lapcsinálás” mesterségét Budapesten, mégpedig Miklós Andornál, Az Est tulajdonos-főszerkesztőjénél tanulta. Néhány hónappal a miskolci Reggeli Hírlap megalapítását követően – 1918. június 14-én – átvette a lap szerkesztését. A Tanácsköztársaság idejét leszámítva, kilenc éven keresztül állt a lap élén. A kommün fennállása alatt közel másfél hónapig Bécsben tartózkodott.
Nem sokkal azután, hogy átvette a főszerkesztést, megvásárolta a lapot. 1919 júniusában már Fazekas Sámuel neve szerepel tulajdonosként a lap impresszumában. 1922-ig birtokolta a lapot, amíg meg nem alakult a Reggeli Hírlap Részvénytársaság. Nem csak mint szerkesztőséget működtette, hanem kulturális központtá igyekezett fejleszteni vállalkozását. A lapvállalat leányvállalataként megszervezte a „Kölcsönkönyvtár”-at és az „Olvasóterem”-et. 1926 decemberében anyagi problémák miatt egyesült a Reggeli Hírlap és miskolci laptársa, a Miskolci Napló kiadóhivatala. 1927 júliusában elbocsátották, s ettől kezdve betegsége miatt nem folytatott újságírói tevékenységet. Utolsó éveiben súlyos tüdőbajjal küzdött.
Felesége Steiner Janka volt, akitől három gyermeke született.
A miskolci avasi zsidó temetőben helyezték végső nyugalomra.